# Tatarak (film 2009)

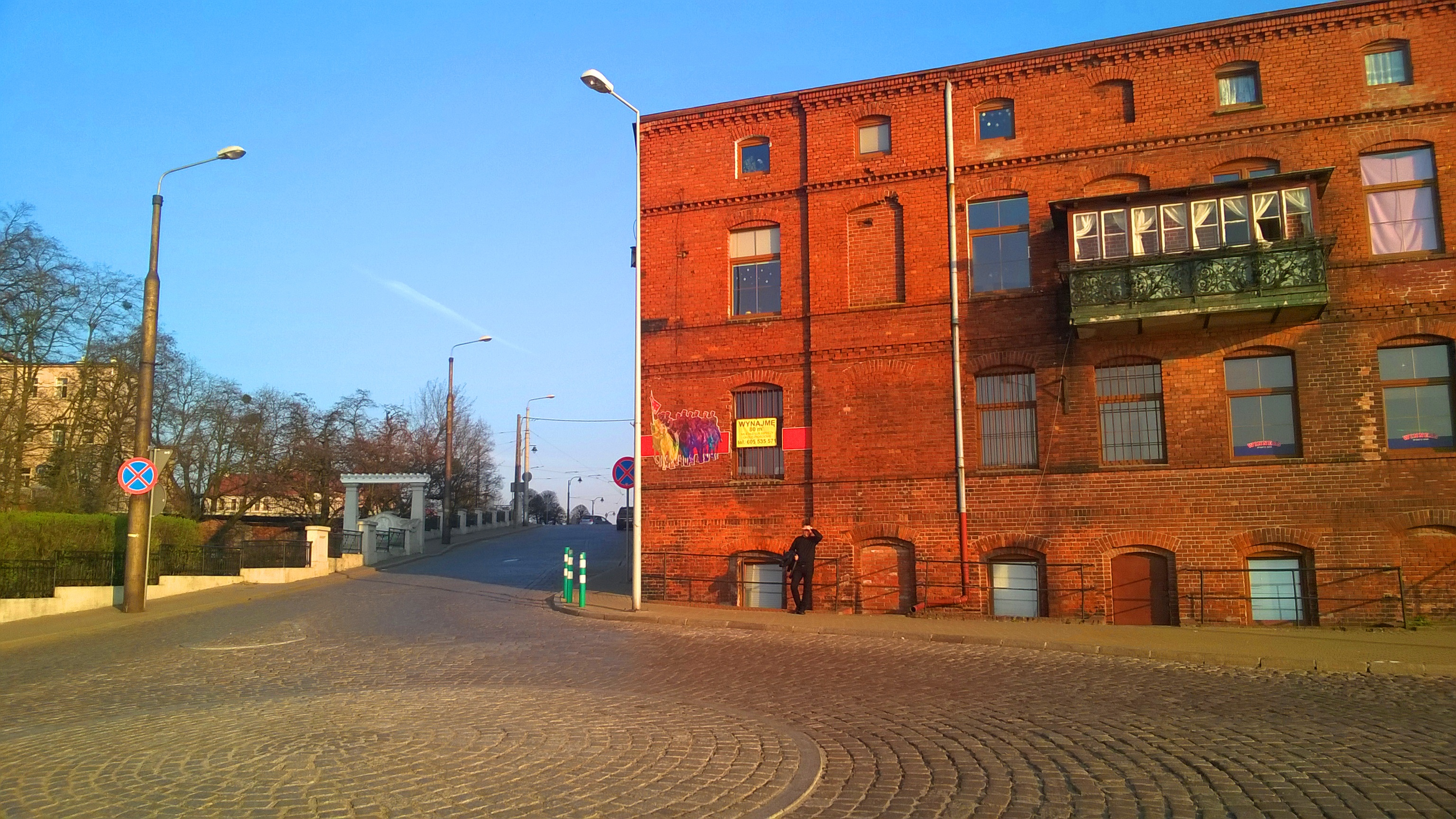
Aleja 23 Stycznia w Grudziądzu – jedno z miejsc akcji filmu

Tatarak – polski dramat z 2009 w reżyserii Andrzeja Wajdy.

## Realizacja
Tatarak jest filmową adaptacją opowiadania Tatarak (1958) Jarosława Iwaszkiewicza, uzupełnionego wątkami zaczerpniętymi z opowiadania Nagłe wezwanie (1941) Sándora Máraiego. Film rozpoczyna długa scena zakończona autobiograficznym monologiem Krystyny Jandy, która gra w filmie podwójną rolę główną (rolę Marty i samej siebie), zaczerpniętego z jej pamiętnika Zapiski ostatnie. Inspiracją dla Andrzeja Wajdy było również malarstwo Edwarda Hoppera; pierwsza scena filmu, monolog Marty w hotelu, jest bezpośrednim nawiązaniem do sceny obrazu A Woman in the Sun (1961) Hoppera (w zbiorach Whitney Museum of American Art w Nowym Jorku).
Film został nakręcony między 12 sierpnia a 15 września 2008 roku. 
Plenerami były: Grudziądz (ulica Wodna, podnóże Góry Zamkowej, błonia nadwiślańskie i wznoszące się ponad nimi spichlerze oraz most im. Bronisława Malinowskiego), Zalesie, Warka, Jezioro Białe (zdjęcie podwodne), Warszawa, Dragacz, Piaseczno, Toruń (most drogowy im. J. Piłsudskiego).
Film jest dedykowany Edwardowi Kłosińskiemu, mężowi Krystyny Jandy, który zmarł na raka płuc osiem miesięcy przed rozpoczęciem zdjęć. Edward Kłosiński był operatorem filmowym i współpracował z Wajdą przez wiele lat, m.in. przy Ziemi obiecanej i Człowieku z marmuru.

## Treść
Film jest historią niemłodej już kobiety, która w powstaniu warszawskim straciła dwóch synów i teraz w małym mieście prowadzi niezbyt ciekawe, prozaiczne życie. Wszystko ulega zmianie, gdy poznaje Bogusia. Oczarowana znacznie młodszym mężczyzną, przeżywa drugą młodość. Idylla nie trwa jednak długo – Boguś tonie w rzece podczas kąpieli, gdy płynie na drugi brzeg, aby narwać Marcie tytułowego tataraku.

## Obsada
- Krystyna Janda – Marta/aktorka
- Paweł Szajda – Boguś K.
  - Jakub Mazurek − Boguś K. (głos)
- Jan Englert – doktor, mąż Marty
- Jadwiga Jankowska-Cieślak – przyjaciółka
- Julia Pietrucha – Halinka

oraz
- Roma Gąsiorowska – gosposia
- Krzysztof Skonieczny − Stasiek
- Paweł Tomaszewski – brydżysta
- Mateusz Kościukiewicz – brydżysta
- Marcin Łuczak – brydżysta
- Marcin Korcz – chłopak z zarządu wodnego
- Jerzy Mizak – on sam
- Andrzej Wajda – on sam
- Michał Kasprzak, Krystian Kopański, Karol Kosik, Maciej Kowalik, Arkadiusz Lewicki, Tomasz Łukaszewski, Magdalena Michel, Jarosław Panter, Marcin Starzecki, Maciej Świtajski, Zbigniew Sznitko, Anna Więcek, Jakub Mazurek.

## Nagrody
- 2009: nagroda im. Alfreda Bauera na Międzynarodowym Festiwalu Filmowym w Berlinie[3]